# Извор Света Петка Трнова
Извор Света Петка Трнова се налази на Фрушкој гори, на три километра од Черевића према излетишту Андревље.
До извора се долази скретањем за викенд-насеље Калуђерица, земљаним путем поред викендица, равно пред капелу, коју су саградили локални викендаши изнад извора и посветили је Светој Петки Трновој. Само извориште се налази унутар капелице. 